# Цыпленок Маренго
Цыпленок Маренго (фр. Poulet Marengo) — французское блюдо из курицы. Готовится из кусков курицы, обжаренной в масле, затем тушится с белым вином, чесноком и помидорами, подаётся с яичницей, раками и гренками. Блюдо похоже на курицу по-провансальски, но с добавлением яиц и раков, которые являются традиционными для курицы Маренго, но теперь часто опускаются. Блюдо было названо в честь битвы при Маренго, победы Наполеона в июне 1800 года.

## История
Согласно популярному мифу, это блюдо было впервые приготовлено после того, как Наполеон разгромил австрийскую армию в битве при Маренго к югу от Алессандрии в Италии. Его повар Дюнан (Франсуа Клод Гинье) создал блюдо из того, что смог найти в городе (поскольку фургоны с припасами были слишком далеко), а также добавив коньяк из фляги. Согласно легенде, Наполеону так понравилось это блюдо, что он приказал подавать его ему после каждой битвы. По некоторым сведениям, также Наполеон приказал готовить это блюдо, поскольку был суеверен и надеялся, что блюдо приносит ему удачу. Когда позже Дюнан заменил раков грибами и добавил вино к рецепту, Наполеон отказался принять его, полагая, что изменение принесёт ему несчастье.
Однако эта красочная история, вероятно, является мифом; кулинарный историк Алан Дэвидсон пишет, что в то время помидоры были не так доступны, а в первом опубликованном рецепте блюда они не упоминаются. Более правдоподобное объяснение происхождения блюда состоит в том, что оно было создано шеф-поваром ресторана в честь победы Наполеона.
Считается, что этот «рецепт победы», ставший в то время известным и символичным во Франции, способствовал распространению помидоров во французской кухне со времён Французской революции.

## Рецепт
Рецепт Пеллегрино Артузи в книге «Наука кулинарии и искусство правильного питания» (1891) выглядит следующим образом (в нём отсутствуют помидоры, раки и яйца):

 Возьмите молодую курицу, удалите шею и лапки, нарежьте крупными кусками по суставам. Обжарьте в 30 граммах (около 1 унции) сливочного масла и одной столовой ложке оливкового масла, приправив солью, перцем и щепоткой мускатного ореха. Когда кусочки подрумянятся с обеих сторон, снимите жир и добавьте столовую ложку муки и децилитр (около 3 ½ жидких унций) вина. Добавьте бульон и накройте крышкой, готовьте на медленном огне до готовности. Перед тем, как снять с огня, украсить щепоткой нарезанной петрушки; разложите на сервировочном блюде и выдавите половину лимона. В результате получается аппетитное блюдо.